# Mychajło Galo
Mychajło Galo ps. Konyk (ukr. Михайло Гальо, ur. 1914 w Posadzie Chyrowskiej, zg. 7 stycznia 1946 w Birczy) – ukraiński wojskowy, oficer UPA, dowódca „przemyskiego” kurenia UPA, zastępca dowódcy 26 Odcinka Taktycznego UPA „Łemko”.
W 1924 ukończył szkołę podstawową w Chyrowie, następnie ukraińskie gimnazjum w Przemyślu. Był członkiem Organizacji Ukraińskich Nacjonalistów (OUN) od 1935. Przed wojną i na początku niemieckiej okupacji pracował w „Masłosojuzie” w Chyrowie.
W 1943 wstąpił do 14 Dywizji Grenadierów SS, w 1944 do UPA. Był komendantem (w stopniu porucznika) sotni szkolnej w oficerskiej szkole UPA „Oleni” w Karpatach. Po rozwiązaniu szkoły został skierowany do VI Okręgu UPA „Sian” jako oficer organizacyjno-mobilizacyjny w nadrejonie OUN „Chołodnyj Jar”, a od listopada 1945 zastępcą 26 Odcinka Taktycznego „Łemko”.
Zginął podczas III ataku na Birczę. Za zasługi bojowe został przez OUN pośmiertnie awansowany do stopnia podpułkownika.